# Districte de Sobrance
El districte de Sobrance - (eslovac) Okres Sobrance - és un dels 79 districtes d'Eslovàquia. Es troba a la regió de Košice, a l'est del país. Té una superfície de 538,17 km², i el 2013 tenia 22.840 habitants. La capital és Sobrance.

## Demografia
| Godina             | 1994   | 2004   | 2014   | 2024   |
| ------------------ | ------ | ------ | ------ | ------ |
| Nombre de persones | 23.742 | 23.447 | 22.765 | 22.195 |
| Diferència         |        | −1,24% | −2,90% | −2,50% |

| Godina             | 2023   | 2024   |
| ------------------ | ------ | ------ |
| Nombre de persones | 22.226 | 22.195 |
| Diferència         |        | −0,13% |

## Llista de municipis

### Ciutats
- Sobrance

### Pobles
Baškovce | Beňatina | Bežovce | Blatná Polianka | Blatné Remety | Blatné Revištia | Bunkovce | Fekišovce | Hlivištia | Horňa | Husák | Choňkovce | Inovce | Jasenov | Jenkovce | Kolibabovce | Koňuš | Koromľa | Krčava | Kristy | Lekárovce | Nižná Rybnica | Nižné Nemecké | Orechová | Ostrov | Petrovce | Pinkovce | Podhoroď | Porostov | Porúbka | Priekopa | Remetské Hámre | Ruská Bystrá | Ruskovce | Ruský Hrabovec | Sejkov | Svätuš | Tašuľa | Tibava | Úbrež | Veľké Revištia | Vojnatina | Vyšná Rybnica | Vyšné Nemecké | Vyšné Remety | Záhor
1. 1 2  «Počet obyvateľov podľa pohlavia - obce (ročne) [om7102rr_obce=AREAS_SK]».   Statistical Office of the Slovak Republic, 31-03-2025. [Consulta: 31 març 2025].